# Bronna Góra
Bronna Góra (biał. Бронная Гара; ros. Бронная Гора) – wieś na Białorusi, w obwodzie brzeskim, w rejonie bereskim, w sielsowiecie Sokołów.
Znajdują się tu parafialna cerkiew prawosławna pw. św. Włodzimierza, stacja kolejowa Bronna Góra, położona na linii Moskwa – Mińsk – Brześć oraz 46. Arsenał Pocisków i Amunicji.

## Historia
W dwudziestoleciu międzywojennym Bronna Góra miała status leśniczówki. Leżała w Polsce, w województwie poleskim, w powiecie kosowskim (do 1935), a następnie w powiecie iwacewickim, w gminie Piaski. Była wówczas siedzibą nadleśnictwa Bereza Kartuska. W 1921 miejscowość liczyła 16 mieszkańców, zamieszkałych w 4 budynkach, w tym 8 Białorusinów, 5 Polaków i 3 Żydów. 8 mieszkańców było wyznania prawosławnego, 5 rzymskokatolickiego i 3 mojżeszowego.
W czasie II wojny światowej, od maja do listopada 1942, Niemcy wysadzali na przystanku kolejowym Bronna Góra transporty ludności, głównie Żydów m.in. z gett w Brześciu, Berezie Kartuskiej, Janowie, Kobryniu i Horodeczu. Osobom tym nakazywano się rozebrać, a następnie były one pędzone do lasu, gdzie ich rozstrzeliwano i chowano w dołach śmierci (zob. Bronna Góra). Szacuje się, że w lesie przy Bronnej Górze zginęło ok. 50 000 ludzi.
W marcu 1944 Niemcy w obliczu nacierającego frontu usiłowali zatrzeć ślady zbrodni. Około 100 robotników wykopywało i paliło zwłoki. Pod koniec prac robotnicy zostali zabici, a teren zalesiony.
Obecnie w miejscu kaźni znajduje się pomnik poświęcony ofiarom.
Po II wojnie światowej w granicach Związku Sowieckiego. Od 1991 w niepodległej Białorusi.